# جون شانون
جون شانون (بالإنجليزية: John Wallace Shannon)‏ هو دلال وفلاح وسياسي بريطاني وأسترالي (وحمل سابقاً جنسية المملكة المتحدة لبريطانيا العظمى وأيرلندا)، ولد في 28 أبريل 1862 في أستراليا، وتوفي في 30 يناير 1926 في أستراليا. حزبياً، نشط في Liberal Party (Australia, 1909) ‏. وقد انتخب عضو مجلس النواب جنوب أستراليا من الجمعية عن دائرة Electoral district of Wallaroo ‏ وقد انضم خلال فترته النيابية (3 مايو 1902 – 26 مايو 1905)  للكتلة البرلمانية مستقل وانتخب عضو مجلس الشيوخ الأسترالي ‏ عن دائرة جنوب أستراليا ‏ (31 يوليو 1912 – 30 يونيو 1913) وانتخب عضو مجلس النواب جنوب أستراليا من الجمعية عن دائرة Electoral district of Yorke Peninsula ‏ وقد انضم خلال فترته النيابية (25 أبريل 1896 – 2 مايو 1902)  للكتلة البرلمانية مستقل.